# Pasuquin
Pasuquin (Bayan ng Pasuquin) är en kommun i Filippinerna. Kommunen ligger på ön Luzon, och tillhör provinsen Norra Ilocos. Folkmängden uppgår till 24 739 invånare.

## Barangayer
Pasuquin är indelat i 33 barangayer.
| - Batuli (San Isidro) - Binsang - Nalvo (Cababaan/Nalvo) - Caruan (Tulnagan) - Carusikis (Agrarian Reform Community) - Carusipan - Dadaeman - Darupidip - Davila - Dilanis - Dilavo | - Estancia - Naglicuan - Nagsanga - Ngabangab - Pangil - Poblacion 1 - Poblacion 2 - Poblacion 3 - Poblacion 4 - Puyupuyan - Sulongan - Salpad (Salpad-Calumbuyan) - San Juan - Santa Catalina - Santa Matilde - Sapat - Sulbec - Surong - Susugaen - Tabungao - Tadao |